# End of Daze
End of Daze — четвёртый мини-альбом американской инди-рок группы Dum Dum Girls, изданный в 2012 году.

## Об альбоме
Рецензент Allmusic Тим Сендра дал пластинке 3 с половиной звезды из 5. По мнению критика, End of Daze имеет все признаки типичного мини-альбома — пара треков, задуманных как би-сайды, кавер-версия и несколько новых песен — но вместе с тем он является одной из лучших записей Dum Dum Girls на сегодняшний день. Критик особо отметил кавер песни Strawberry Switchblade «Trees and Flowers», «с водоворотом шугейз-гитар и душераздирающим вокалом Ди Ди». Обозревательница Pitchfork Линдси Золадз поставила End of Daze оценку 8.3 из 10 и включила его в список лучших альбомов 2012 года. По мнению Золадз, последние две композиции — «прекрасно мелодичные и полные тоски и раскаяния» «Lord Knows» и «Season in Hell» — одни из лучших вещей, когда-либо написанных лидером Dum Dum Girls Ди Ди.
Автор Slant Magazine Джесси Каталдо оценил альбом на 3 с половиной звезды из 5. Обозреватель Slant отнёс Dum Dum Girls к числу групп, творчество которых лучше ввсего принимать в «малых дозах», и выразил мысль, что альбом существенно выигрывает именно из-за своего малого объёма, сумев в пяти песнях суммировать сильные стороны коллектива. Также End of Daze попал в ряд чартов Billboard. Пластинка достигла 126-й строчки в хит-параде Billboard 200, зяняла 2-е место в Top Heatseekers и 27-ю позицию в Independent Albums.

## Список композиций
Слова и музыка всех песен — написаны Ди Ди, за исключением «Trees and Flowers» — авторы Джил Брайсон и Роуз Макдауэлл.
| №  | Название            | Длительность |
| -- | ------------------- | ------------ |
| 1. | «Mine Tonight»      | 3:26         |
| 2. | «I Got Nothing»     | 3:16         |
| 3. | «Trees and Flowers» | 4:01         |
| 4. | «Lord Knows»        | 4:18         |
| 5. | «Season in Hell»    | 3:04         |